# ناحیه اوتگو، شهرستان فایت، ایلینوی
ناحیه اوتگو (به انگلیسی: Otego Township) یک منطقهٔ مسکونی در ایالات متحده آمریکا است که در شهرستان فایتی، ایلینوی واقع شده‌است. ناحیه اوتگو ۱۷۱ متر بالاتر از سطح دریا واقع شده‌است.